# لئو توور
لئو توور (انگلیسی: Leo Tover؛ ۶ دسامبر ۱۹۰۲ – ۳۰ دسامبر ۱۹۶۴) یک فیلم‌بردار اهل ایالات متحده آمریکا بود.

## فیلم‌شناسی
- روزی که دنیا از حرکت بازماند
- وارثه
- جلوی سحر را بگیرید
- گودال مار
- از تراس
- سفر به اعماق زمین
- ناوبری کور
- گتسبی بزرگ
- خورشید همچنان می‌درخشد
- برنامه‌ریزی برای جنایت
- چین
- پیروزی
- به دلت بد نیار
- زنی در ساحل
- گوی بلورین

## ییوند به بیرون
- لئو توور در بانک اطلاعات اینترنتی فیلم‌ها (IMDb)
- لئو توور در وبگاه قبریاب